# Tatarstan Airlines
Tatarstan Airlines (code OACI : TAK) est une compagnie aérienne de Russie dont le siège se trouve à Kazan. L’autorité russe de l’aviation civile Rosaviatsia a annoncé que la compagnie privée se verra retirer sa licence le 31 décembre 2013.

## Accidents
Le 17 novembre 2013, un Boeing 737 de la compagnie qui reliait Moscou à Kazan, s'est écrasé à 19 h 25 heure locale, lors de son atterrissage à l’aéroport de Kazan capitale du Tatarstan, une des Républiques de la fédération de Russie située dans le bassin de la Volga. L'accident a fait 50 morts. L'appareil avait été fabriqué en 1990,.